# Alive (album của Big Bang)
Alive là album phòng thu thứ sáu và là album tiếng Nhật thứ bốn của nhóm nhạc nam Hàn Quốc Big Bang. Album được phát hành vào ngày 28 tháng 3 năm 2012 bao gồm 10 bài hát: 4 bài hát phiên bản tiếng Nhật, 2 bài hát mới và 4 bài hát tiếng Hàn trong EP cùng tên ra mắt vào tháng 2 năm 2012. Album là lần đầu nhóm phát hành dưới tên hãng đĩa YGEX, kết quả của sự hợp tác giữa YG Entertainment của Hàn Quốc và hãng đĩa Nhật Bản Avex Trax. Album được tái phát hành vào ngày 20 tháng 6 năm 2012 với tên Alive -Monster Edition- bao gồm 9 bài hát của Alive phiên bản thường, 1 bài hát phiên bản tiếng Nhật và 2 bài hát tiếng Hàn.

## Phát hành
Album được phát hành thành năm phiên bản khác nhau: 2 CD+2DVD+Photobook (Type E kèm theo Goods và một video DVD độc quyền ở DVD Disc 2. Phiên bản này chỉ bán trên trang của HMV Japan.), 2 CD+DVD (Type B đi kèm với DVD Disc 2 còn Type C với DVD Disc 3) và m Regular edition.

### Phiên bản Monster
Phiên bản tái phát hành mang tên Alive -Monster Edition-, được chia làm ba bản: CD+DVD+T-Shirt, CD+DVD và chỉ có CD.

## Sáng tác
Tất cả các bài hát đều được viết và sản xuất bởi G-Dragon. Đối với các bài hát tiếng Hàn, phần rap do T.O.P viết. Bài hát "Wings" được viết và thể hiện bởi riêng Daesung.
Album bao gồm: 2 bài hát tiếng Nhật nguyên gốc là "Ego" và "Feeling"; bản tiếng Nhật của các bài hát tiếng Hàn là "Blue", "Fantastic Baby", "Bad Boy" và "Haru Haru"; 4 bài hát tiếng Hàn là "Intro (Alive)", "Love Dust", "Ain't No Fun" và "Wings". Phiên bản tiếng Nhật của ca khúc "Haru Haru" từng được phát hành trong album tổng hợp các bài hát thành công nhất của Big Bang, The Best of Big Bang.
"Feeling" được sản xuất và hòa âm bởi nhà sản xuất và DJ dòng nhạc EDM và electro house người Đức Alexander Ridha hay còn biết đến với nghệ danh Boys Noize.

## Quảng bá
Do album không có bất kì một đĩa đơn nào, tất cả các video âm nhạc của album ("Fantastic Baby", "Blue" và "Bad Boy") được phát thông qua các kênh truyền hình âm nhạc như MTV Japan, Space Shower TV hay Music On! TV.
Nhóm biểu diễn bản tiếng Nhật của "Fantastic Baby" trong chương trình "Happy Music" của kênh Nippon TV vào ngày 30 tháng 3 năm 2012; trong chương trình "Music Japan" của kênh NHK và "Music Lovers" của Nippon TV vào ngày 1 tháng 4.

## Danh sách bài hát
| Phiên bản kĩ thuật số | Phiên bản kĩ thuật số                  | Phiên bản kĩ thuật số  | Phiên bản kĩ thuật số                   | Phiên bản kĩ thuật số         | Phiên bản kĩ thuật số |
| STT                   | Nhan đề                                | Phổ lời                | Phổ nhạc                                | Hòa âm                        | Thời lượng            |
| --------------------- | -------------------------------------- | ---------------------- | --------------------------------------- | ----------------------------- | --------------------- |
| 1.                    | "Intro (Alive)"                        | G-Dragon, Teddy, T.O.P | Dee.P, G-Dragon, Teddy                  | Teddy                         | 0:48                  |
| 2.                    | "Fantastic Baby" (Bản tiếng Nhật)      | G-Dragon, Verbal       | G-Dragon, Teddy                         | Teddy                         | 3:52                  |
| 3.                    | "Blue" (Bản tiếng Nhật)                | G-Dragon               | G-Dragon, Choice37                      | Teddy                         | 3:54                  |
| 4.                    | "Love Dust" (사랑먼지; Sarangmeonji)   | G-Dragon, Teddy, T.O.P | G-Dragon, Teddy                         | Teddy                         | 3:52                  |
| 5.                    | "Feeling"                              | G-Dragon               | Boys Noize, G-Dragon                    | Boys Noize                    | 3:34                  |
| 6.                    | "Ain't No Fun" (재미없어; Jaemieobseo) | G-Dragon, T.O.P        | G-Dragon, DJ Murf, Peejay               | DJ Murf, Peejay               | 3:42                  |
| 7.                    | "Bad Boy" (Bản tiếng Nhật)             | G-Dragon               | G-Dragon, Choice 37                     | Choice37                      | 3:58                  |
| 8.                    | "Ego"                                  | G-Dragon               | Ham Seung Chun, Kang Wook Jin, G-Dragon | Ham Seung Chun, Kang Wook Jin | 3:25                  |
| 9.                    | "Wings" (날개; Nalgae) (D-Lite solo)   | G-Dragon, Daesung      | G-Dragon, Choi Pil Kang                 | Choi Pil Kang                 | 3:43                  |
| Tổng thời lượng:      | Tổng thời lượng:                       | Tổng thời lượng:       | Tổng thời lượng:                        | Tổng thời lượng:              | 30:43                 |

| Phiên bản bonus track đĩa cứng | Phiên bản bonus track đĩa cứng | Phiên bản bonus track đĩa cứng               | Phiên bản bonus track đĩa cứng | Phiên bản bonus track đĩa cứng | Phiên bản bonus track đĩa cứng |
| STT                            | Nhan đề                        | Phổ lời                                      | Phổ nhạc                       | Arrangement                    | Thời lượng                     |
| ------------------------------ | ------------------------------ | -------------------------------------------- | ------------------------------ | ------------------------------ | ------------------------------ |
| 10.                            | "Haru Haru" (Bản tiếng Nhật)   | Shikata, iNoZzi, G-Dragon, Seiko Fujibayashi | G-Dragon, Daishi Dance         | Daishi Dance                   | 4:17                           |
| Tổng thời lượng:               | Tổng thời lượng:               | Tổng thời lượng:                             | Tổng thời lượng:               | Tổng thời lượng:               | 34:59                          |

| DVD - Disc 2 (Bản tiếng Nhật - Giới hạn cho Type A, Type B và Type E) | DVD - Disc 2 (Bản tiếng Nhật - Giới hạn cho Type A, Type B và Type E)                        | DVD - Disc 2 (Bản tiếng Nhật - Giới hạn cho Type A, Type B và Type E) |
| STT                                                                   | Nhan đề                                                                                      | Thời lượng                                                            |
| --------------------------------------------------------------------- | -------------------------------------------------------------------------------------------- | --------------------------------------------------------------------- |
| 1.                                                                    | "Quá trình thực hiện "Alive"" (Thu âm và Chụp hình)                                          |                                                                       |
| 2.                                                                    | "Fantastic Baby" (Quá trình làm video)                                                       |                                                                       |
| 3.                                                                    | "Blue" (Quá trình làm video)                                                                 |                                                                       |
| 4.                                                                    | "Bad Boy" (Quá trình làm video)                                                              |                                                                       |
| 5.                                                                    | "Phỏng vấn "BIGBANG is Back""                                                                |                                                                       |
| 6.                                                                    | "Hâu trường "2012 YG Family Concert in Japan"" (cảnh quay của BIGBANG) (chỉ dành cho Type E) |                                                                       |

| DVD - Disc 3 (Bản tiếng Nhật - Giới hạn cho Type A, Type C và Type E) | DVD - Disc 3 (Bản tiếng Nhật - Giới hạn cho Type A, Type C và Type E) | DVD - Disc 3 (Bản tiếng Nhật - Giới hạn cho Type A, Type C và Type E) |
| STT                                                                   | Nhan đề                                                               | Thời lượng                                                            |
| --------------------------------------------------------------------- | --------------------------------------------------------------------- | --------------------------------------------------------------------- |
| 1.                                                                    | "Fantastic Baby" (Video âm nhạc -Ver. 0-) (bản tiếng Nhật)            |                                                                       |
| 2.                                                                    | "Blue" (Video âm nhạc) (bản tiếng Nhật)                               |                                                                       |
| 3.                                                                    | "Bad Boy" (Video âm nhạc) (bản tiếng Nhật)                            |                                                                       |
| 4.                                                                    | "BIGBANG is Back" (Quảng cáo Truyền hình)                             |                                                                       |

| Phiên bản Monster tracklist | Phiên bản Monster tracklist                | Phiên bản Monster tracklist |
| STT                         | Nhan đề                                    | Thời lượng                  |
| --------------------------- | ------------------------------------------ | --------------------------- |
| 1.                          | "Still Alive"                              | 03:18                       |
| 2.                          | "Monster" (bản tiếng Nhật)                 | 04:38                       |
| 3.                          | "Fantastic Baby" (bản tiếng Nhật)          | 03:50                       |
| 4.                          | "Blue" (bản tiếng Nhật)                    | 03:59                       |
| 5.                          | "Love Dust" (사랑먼지; Sarangmeonji)       | 03:51                       |
| 6.                          | "Feeling"                                  | 03:33                       |
| 7.                          | "Ain't No Fun" (재미없어; Jaemieobseo)     | 03:43                       |
| 8.                          | "Bad Boy" (bản tiếng Nhật)                 | 03:55                       |
| 9.                          | "Ego"                                      | 03:25                       |
| 10.                         | "Wings" (날개; Nalgae) (D-Lite solo)       | 03:43                       |
| 11.                         | "Bingle Bingle"                            | 03:00                       |
| 12.                         | "Haru Haru" (bản tiếng Nhật) (Bonus track) | 04:16                       |

| DVD Phiên bản Monster (các phiên bản CD+DVD+T-Shirt và CD+DVD) | DVD Phiên bản Monster (các phiên bản CD+DVD+T-Shirt và CD+DVD) | DVD Phiên bản Monster (các phiên bản CD+DVD+T-Shirt và CD+DVD) |
| STT                                                            | Nhan đề                                                        | Thời lượng                                                     |
| -------------------------------------------------------------- | -------------------------------------------------------------- | -------------------------------------------------------------- |
| 1.                                                             | "Monster" (Video âm nhạc -Ver. 0-)                             |                                                                |
| 2.                                                             | "Fantastic Baby" (Video âm nhạc -Ver. Final-) (bản tiếng Nhật) |                                                                |
| 3.                                                             | "Blue" (Video âm nhạc) (bản tiếng Hàn)                         |                                                                |
| 4.                                                             | "Bad Boy" (Video âm nhạc) (bản tiếng Hàn)                      |                                                                |
| 5.                                                             | "Fantastic Baby" (Video âm nhạc) (bản tiếng Hàn)               |                                                                |
| 6.                                                             | "Quá trình thực hiện ALIVE -Monster Edition-"                  |                                                                |